# طلوع سپتامبر
سحرگاه سپتامبر (به انگلیسی: September Dawn) یک فیلم درام تاریخی وسترن کانادایی-آمریکایی محصول سال ۲۰۰۷ به کارگردانی کریستوفر کین است که یک داستان عشقی تخیلی را در برابر تفسیر تاریخی بحث‌انگیز از کشتار سال ۱۸۵۷ کوهستان میدوز روایت می‌کند. این فیلم یک شکست انتقادی و ناامیدی در گیشه بود.

## خلاصه داستان
داستان عشق تخیلی بین امیلی هادسون، دختر کشیش قطار واگن، و جاناتان ساموئلسون، پسر اسقف مورمون محلی، بر اثر وقوع یک فاجعه رخ می‌دهد.

## گیشه
این فیلم در اکران گسترده در ۲۴ اوت ۲۰۰۷ آغاز شد و ۶۰۱٫۸۵۷ دلار در آخر هفته افتتاحیه آن، رتبه ۲۴ را در باکس آفیس داخلی کسب کرد. در پایان دو هفته بعد، فروش آن به ۱٫۰۶۶٫۵۵۵ دلار رسید. بر اساس بودجه ۱۱ میلیون دلاری، این فیلم یک بمب گیشه تبدیل شد.